# Cinto Euganeo
Cinto Euganeo là một đô thị thuộc tỉnh Padova vùng Veneto, tọa lạc cách khoảng 50 km về phía tây nam của Venezia và cách khoảng 20 km về phía tây nam của Padova. Tại thời điểm ngày 31 tháng 12 năm 2004, đô thị này có dân số 2.104 người và diện tích 19,7 km².
Cinto Euganeo giáp các đô thị: Baone, Galzignano Terme, Lozzo Atestino, Vo.